# Selah Sue

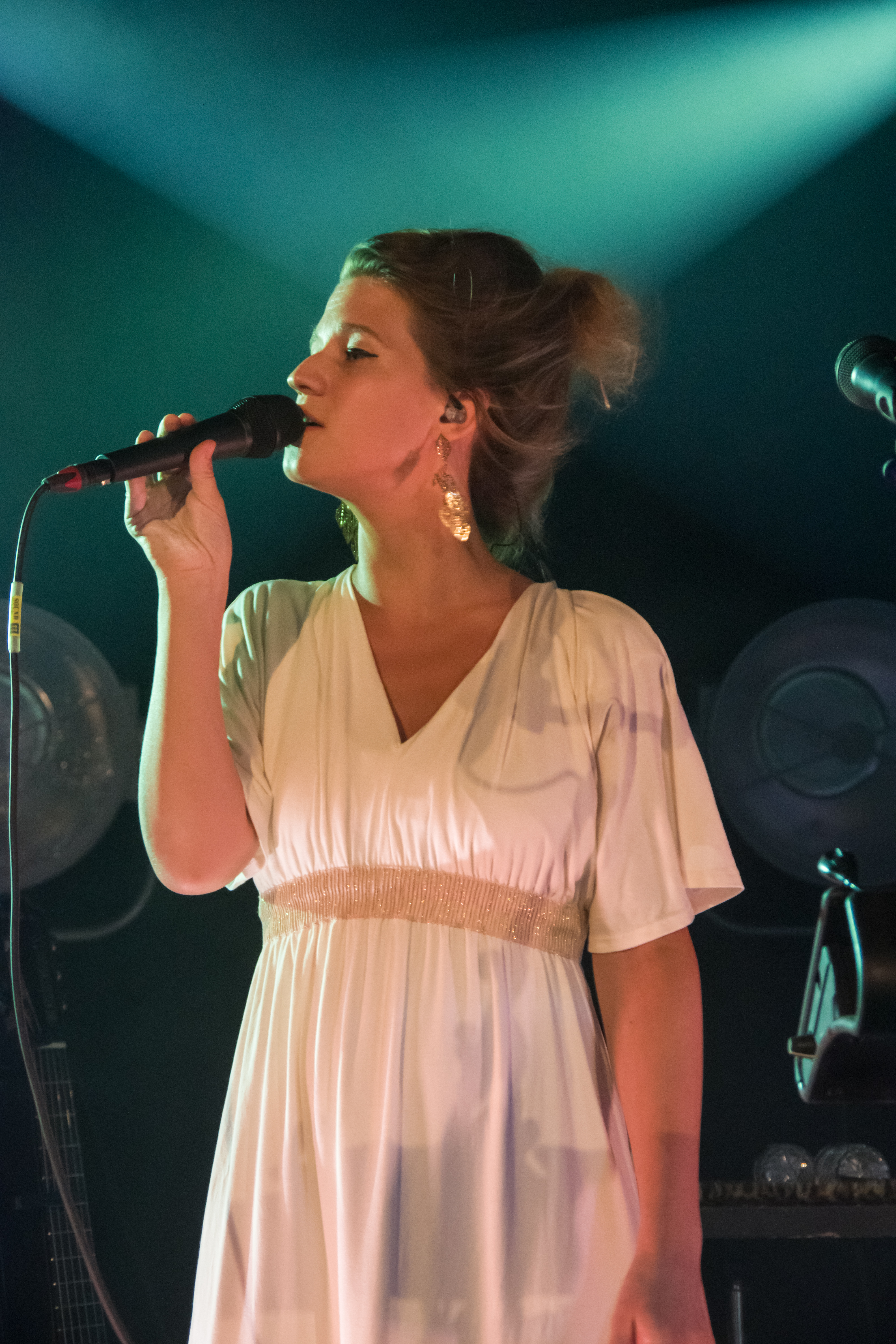
Selah Sue, Zelt-Musik-Festival 2018 Freiburg, Německo

Selah Sue, vlastním jménem Sanne Putseys, (* 3. května 1989, Lovaň, Belgie) je belgická zpěvačka a skladatelka.

## Diskografie

### Studiová alba
| Název alba | Detaily alba                                                                        | Umístění v hitparádách | Umístění v hitparádách | Umístění v hitparádách | Umístění v hitparádách | Umístění v hitparádách | Umístění v hitparádách | Certifikace                                                      |
| Název alba | Detaily alba                                                                        | BEL (FLA)              | BEL (WAL)              | NL                     | FRA                    | POL                    | SWI                    | Certifikace                                                      |
| ---------- | ----------------------------------------------------------------------------------- | ---------------------- | ---------------------- | ---------------------- | ---------------------- | ---------------------- | ---------------------- | ---------------------------------------------------------------- |
| Selah Sue  | - Vydáno: 4. března 2011 - Vydavatelství: Because Music - Formát: CD, download      | 1                      | 1                      | 2                      | 9                      | 31                     | 32                     | - BEL: 4x Platinum - FRA: 3x Platinum - POL: Gold - NL: Platinum |
| Reason     | - Vydáno: 30. března 2015 - Vydavatelství: Because Music - Formát: LP, CD, download | 1                      | 1                      | 1                      | 3                      | 23                     | 9                      | BEL: Gold                                                        |

### Extended Play-e
- 2009: Black Part Love
- 2010: Raggamuffin
- 2012: Rarities

### Singly
| Rok  | Singl                                       | Umístění v hitparádách | Umístění v hitparádách | Umístění v hitparádách | Umístění v hitparádách | Umístění v hitparádách | Certifikace     | Album     |
| Rok  | Singl                                       | BEL (FLA)              | BEL (WAL)              | NL                     | FRA                    | SWI                    | Certifikace     | Album     |
| ---- | ------------------------------------------- | ---------------------- | ---------------------- | ---------------------- | ---------------------- | ---------------------- | --------------- | --------- |
| 2010 | Raggamuffin                                 | 29                     | 16                     | 81                     | 18                     | —                      | - BEL: Gold     | Selah Sue |
| 2011 | Crazy Vibes                                 | 21                     | 26                     | 56                     | 74                     | —                      | - BEL: Gold     | Selah Sue |
| 2011 | This World                                  | 2                      | 15                     | —                      | 33                     | 42                     | - BEL: Platinum | Selah Sue |
| 2011 | Summertime                                  | 59                     | 67                     | —                      | —                      | —                      |                 | Selah Sue |
| 2011 | Zanna (Selah Sue & Tom Barman vs. The Subs) | 1                      | 29                     | 72                     | —                      | —                      | - BEL: Gold     |           |